# مورتون هنت
مورتون هنت (بالإنجليزية: Morton Hunt) هو عالم نفس أمريكي، ولد في 20 فبراير 1920 في فيلادلفيا في الولايات المتحدة، وتوفي في 10 مارس 2016.